# Ceropsilopa adjuncta
Ceropsilopa adjuncta är en tvåvingeart som beskrevs av Cresson 1925. Ceropsilopa adjuncta ingår i släktet Ceropsilopa och familjen vattenflugor. Inga underarter finns listade i Catalogue of Life.